# ۲۰۱ (عدد)
۲۰۱(دویست و یک) یک عدد طبیعی است که بعد از ۲۰۰ (عدد) و قبل از ۲۰۲ قرار دارد.